# 姚翔鳳
姚翔鳳（1504年—1563年），字夢禎，號愚軒，浙江紹興府上虞縣人，明朝政治人物。

## 生平
十二月初五日生，行七，治《詩經》，由國子生中式嘉靖七年（1528年）戊子科浙江鄉試第六十二名舉人，年二十九歲中式嘉靖十一年壬辰科會試第一百八十八名，第二甲第六十三名進士。觀通政司政，授兵部主事，陞員外郎、郎中，福建海道副使，陝西行太僕寺卿。

## 家族
曾祖姚崙；祖姚鏜，署教諭舉人；父姚霽；母孔氏。具慶下，妻鍾氏，子伏生。